# フディエサウルス
フディエサウルス（Hudiesaurus　"蝶のトカゲ"の意味）は中国より知られる恐竜の属。竜脚類であり、マメンチサウルスに近縁かもしれない。化石は新疆ウイグル自治区の後期ジュラ紀チトニアン期（1億4200万年前）
の地層であるカラジャ累層から発見されている。タイプ種（唯一知られる種でもある）はHudiesaurus sinojapanorumで2つの不完全な標本のみが知られている。タイプ標本(IVPP V 11120)は大きな椎骨のみである。他におそらくより小さな個体のものとみられるほぼ完全な前肢と歯を含む部分的な骨格がこの種のものとされている。2つの標本とも1997年に董枝明により記載された。標本は断片的であるが、フディエサウルスは竜脚類の中でも巨大で、30 mに達したかもしれないと考えられている。

## 参照
1. ↑  Dong, Z. (1997). "A gigantic sauropod (Hudiesaurus sinojapanorum gen. et sp. nov.) from the Turpan Basin, China." Pp. 102-110 in Dong, Z. (ed.), Sino-Japanese Silk Road Dinosaur Expedition. China Ocean Press, Beijing.
2. ↑  Glut, D.F. (2000). Dinosaurs: The Encyclopedia, Supplement 1. McFarland & Company, Inc. Jefferson, North Carolina. 442 pp.